# Гергард Франц
Гергард Франц (нім. Gerhard Franz; 26 лютого 1902, Бобек — 24 грудня 1975, Бад-Вільдунген) — німецький штабний офіцер і воєначальник, генерал-майор вермахту. Кавалер Лицарського хреста Залізного хреста.

## Біографія
15 жовтня 1917 року вступив на унтерофіцерські курси, після закінчення яких з 12 вересня 1919 року служив в рейхсвері. З 1 липня 1939 року — 1-й офіцер Генштабу (начальник оперативного відділу» в штабі 29-ї моторизованої дивізії. З 23 грудня 1941 року виконував обов'язки начальника Генштабу 35-го вищого командування особливого призначення. 15 квітня 1942 року відправлений в резерв ОКГ. З 10 травня 1942 року — начальник Генштабу 40-го армійського корпусу. 25 липня 1942 року знову відправлений в резерв ОКГ. 20 листопада 1942 року відряджений в Генштаб корпусу «Африка», а 7 грудня очолив Генштаб. 10 лютого 1943 року захворів і знову був відправлений в резерв ОКГ. З 1 серпня 1943 року — начальник Генштабу 42-го армійського корпусу, одночасно з 2 березня 1944 року — командувач в Криму. 1 серпня 1944 року знову відправлений в резерв ОКГ. 8 серпня направлений на курс командира дивізії, 31 серпня — на курс офіцера танкових військ. З 1 вересня 1944 року — командир 256-ї дивізійної групи, з 17 вересня — 256-ї фольксгренадерської дивізії. 8 квітня 1945 року взятий в полон британськими військами. В 1947 році звільнений. 12 травня 1948 року репатрійований в Німеччину.

## Звання
- Єфрейтор (26 квітня 1920)
- Унтерофіцер (1 грудня 1922)
- Фенріх (1 вересня 1923)
- Оберфенріх (1 жовтня 1924)
- Лейтенант (1 грудня 1924)
- Оберлейтенант (1 березня 1928)
- Гауптман (1 липня 1934)
- Майор (1 квітня 1939)
- Оберстлейтенант (1 квітня 1941)
- Оберст (1 липня 1942)
- Генерал-майор (1 грудня 1944)

## Нагороди
- Медаль «За вислугу років у Вермахті» 4-го, 3-го і 2-го класу (18 років)
- Залізний хрест 2-го і 1-го класу
- Лицарський хрест Залізного хреста (24 липня 1941)
- Медаль «За зимову кампанію на Сході 1941/42»
- Нарукавна стрічка «Африка»
- Німецький хрест в золоті (14 лютого 1944)